# Valdis Valters
Pour les articles homonymes, voir Valters.
Valdis Valters, né le 4 août 1957, est un ancien joueur de basket-ball letton et actuellement entraîneur. 
Élu meilleur joueur du Championnat d'Europe en 1981, il est considéré comme un des meilleurs joueurs européens des années 1980.

## Biographie
Il a fondé une école de basket-ball, la « Valtera Basketbola Skola (VBS) », devenue aujourd'hui « Keizarmezs ». Ses deux fils, Kristaps et Sandis sont basketteurs professionnels.
En août 2017, il est élu au FIBA Hall of Fame .

## Carrière

### Joueur
- 1982-1989 :  VEF Riga (URSS)
- 1993-2000 :  ASK Riga (Lettonie)

### Entraîneur
- 1999-2002 :  ASK Riga (Lettonie)
- 2002-2007 :  Skonto Riga (Lettonie)
- 2007 :  ASK Riga (Lettonie)
- 2008- :  VEF Riga (Lettonie)

## Palmarès

### Équipe nationale
Championnat du monde
- Médaille d'or du Championnat du monde 1982
- Médaille d'argent du Championnat du monde 1986

Championnat d'Europe
- Médaille d'or du Championnat d'Europe 1981 et Championnat d'Europe 1985
- Médaille d'argent du Championnat d'Europe 1987
- Médaille de bronze du Championnat d'Europe 1983

### Distinction personnelle
- Nommé MVP du Championnat d'Europe 1981